# Ali Silas
Ali Silas (Port Vila, 23 giugno 1982) è un ex calciatore vanuatuano, di ruolo difensore.

## Carriera

### Nazionale
Ha debuttato in Nazionale il 10 luglio 2002, in Vanuatu-Nuova Caledonia (1-0), subentrando a Etienne Mermer al minuto 91. Ha partecipato, con la Nazionale, alla Coppa d'Oceania 2002. Ha collezionato in totale, con la maglia della Nazionale, 5 presenze.

## Palmarès

### Club

#### Competizioni nazionali
- Campionato vanuatuano di calcio: 3

Tafea: 2002, 2003, 2004